# Peter Horák
Peter Horák (* 7. prosince 1983, Bratislava) je slovenský atlet věnující se skoku do výšky. Je členem klubu VSC Dukla Banská Bystrica.

## Europa SC High Jump (Banská Bystrica)
- 2006 - 220 cm (7. místo)[1]
- 2007 - 230 cm (osobní rekord)
- 2008 - 225 cm (7. místo)[2]
- 2009 - 224 cm (5. místo)[3]

## Mistrovství světa
- MS 2007 - 223 cm (vypadl v kvalifikací)
- Halové mistrovství Evropy v atletice 2007 - 223 cm (vypadl v kvalifikací)[4]